# 장필리프 뒤랑
장-필리프 뒤랑(프랑스어: Jean-Philippe Durand, 1960년 11월 11일, 론-알프 지방 리옹 ~)은 프랑스의 전직 프로 축구 선수로, 현역 시절 미드필더로 활약했다.
현역 시절, 그는 마르세유에서 주로 활약했고, 프랑스 국가대표팀 일원으로 유로 1992에 참가했다. 마르세유 시절, 그는 1993년 챔피언스리그 결승전에 교체로 출전해 우승에 일조했다.

## 수상
마르세유
- 디비시옹 1: 1991–92
- 유러피언컵 / 챔피언스리그: 1992–93
- 디비시옹 2: 1994–95